# Награда имени Джина Хершолта

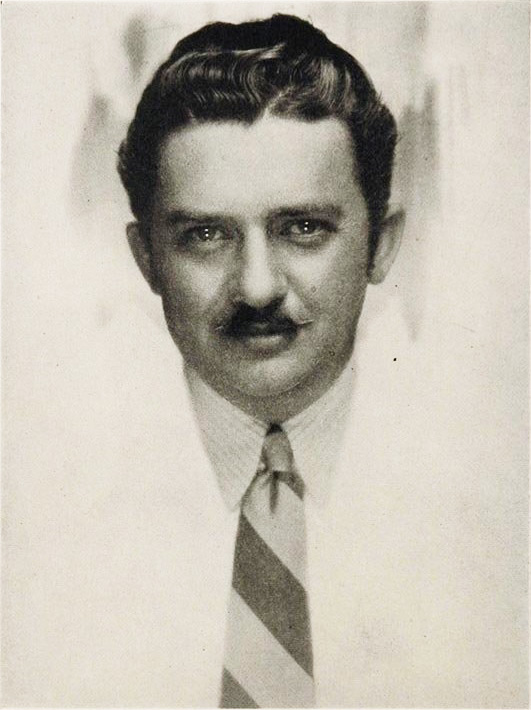
Джин Хершолт

Награда имени Джина Хершолта (англ. Jean Hersholt Humanitarian Award) — нерегулярная награда, вручаемая Американской академией кинематографических искусств и наук за выдающийся индивидуальный вклад в дело гуманизма. Претенденты на получение награды определяются исключительно членами совета управляющих Академии, они же голосованием выбирают победителя. До 2011 года вручалась во время проведения основной церемонии награждения премией «Оскар». С 2011 года награждение проходит на отдельной церемонии «Губернаторская премия», вместе с другими специальными наградами.
Награда получила своё имя в честь киноактёра Джина Хершолта (1886—1956), который в течение 18 лет был президентом благотворительной организации Motion Picture & Television Fund, а на протяжении 4 лет — президентом Академии кинематографических искусств и наук. Впервые вручена на 29-й церемонии награждения в 1957 году.
По состоянию на 2025 год лауреатами этой награды являются 44 человека, двое из которых удостоены посмертно.
До 2011 года и в 2021 году эта премия вручалась во время основной церемонии вручения «Оскара», но ныне лауреат награды объявляется значительно раньше.

## Список награждённых
- 1957 — Янг Фрэнк Фримен
- 1958 — Сэмюэл Голдвин
- 1960 — Боб Хоуп
- 1961 — Сол Лессер
- 1962 — Джордж Ситон
- 1963 — Стив Бройди[англ.]
- 1966 — Эдмон де Патье[англ.]
- 1967 — Джордж Багналл
- 1968 — Грегори Пек
- 1969 — Марта Рей
- 1970 — Джордж Джессел[англ.]
- 1971 — Фрэнк Синатра
- 1973 — Розалинд Расселл
- 1974 — Лью Вассерман[англ.]
- 1975 — Артур Крим[англ.]
- 1976 — Джулес Штейн[англ.]
- 1978 — Чарлтон Хестон
- 1979 — Лео Яффе[англ.]
- 1980 — Роберт Бенджамин[англ.] †
- 1982 — Дэнни Кей
- 1983 — Уолтер Мирих[англ.]
- 1984 — Митчелл Франкович[англ.]
- 1985 — Дэвид Уолпер[англ.]
- 1986 — Чарльз Роджерс
- 1990 — Говард Кох[англ.]
- 1993 — Элизабет Тейлор и Одри Хепбёрн †
- 1994 — Пол Ньюман
- 1995 — Куинси Джонс
- 2002 — Артур Хиллер
- 2005 — Роджер Мейер[англ.]
- 2007 — Шерри Лансинг
- 2009 — Джерри Льюис
- 2011 — Опра Уинфри
- 2012 — Джеффри Катценберг
- 2013 — Анджелина Джоли[1]
- 2014 — Гарри Белафонте[2]
- 2015 — Дебби Рейнольдс[3]
- 2019 — Джина Дэвис
- 2021 — Тайлер Перри и Фонд помощи кинематографу[англ.]
- 2022 — Дэнни Гловер
- 2023 — Майкл Джей Фокс[4]
- 2024 — Мишель Саттер[англ.]
- 2025 — Ричард Кёртис[5]
- 2026 — Долли Партон

Примечание: знаком † отмечены люди, получившие эту награду посмертно.